# Deutsche Skimeisterschaften 1900
Die erste Deutsche Skimeisterschaft wurde am 2. Februar 1900 am Feldberg im Schwarzwald ausgetragen. Zum ersten deutschen Meister im Skilanglauf krönte sich der Norweger Bjarne Nilssen.

## Kurze Geschichte
Die deutschen Skimeisterschaften entwickelten sich aus den bereits seit 1896 vom Skiclub Schwarzwald durchgeführten Schneeschuhwettrennen am Feldberg. Auf seiner fünften Hauptversammlung am 5. Dezember 1899 beschloss der Hauptvorstand des Ski Clubs auf Antrag der Ortsgruppe Freiburg für das Jahr 1900 die Einführung eines internationalen Wettlaufes um die Meisterschaft von Deutschland über eine Länge von etwa 30 Kilometer. Dazu lud der Ski Club Schwarzwald Sportler aus der Region aber auch nationale und internationale Skiläufer ein. Der Feldberger Hof war mit über 200 zumeist teilnehmenden Gästen ausgelastet, aber auch die Gasthöfe in den umliegenden Ortschaften Titisee, Menzenschwand, Todtnau, Bärenthal und Hinterzarten waren mit zahlreichen aktiven Sportlern und Wintersportinteressierten belegt. Auf die teilnehmenden Norweger waren die Vereinsverantwortlichen besonders stolz wie ein Inserat in der Freiburger Zeitung zeigt: „Die Wettrennen gewinnen dadurch an Interesse, daß sich zum ersten Male mehrere Norweger an denselben betheiligen“.
Die Norweger entfachten durch ihr hohes skisportliches Können tatsächlich große Begeisterung in der einheimischen Bevölkerung und waren mit ein Grund für die überaus rege Berichterstattung in der regionalen Presse.
Premierensieger im Wettkampf um die deutsche Meisterschaft über die nach unterschiedlichen Angaben 23 bis 25 Kilometer lange Strecke wurde der zu dieser Zeit in Darmstadt studierende Bjarne Nilssen. Der Sieger erhielt als Preis eine Plakette in Form eines goldenen Skis.
Während der drei Renntage kamen neben dem Meisterschaftslauf für Deutschland noch weitere Wettbewerbe zur Austragung kamen, darunter auch die Meisterschaft im Ski Club Schwarzwald, die vom Feldbergerhof zum Herzogenhorn und zurück führte und von Emil Maier vor Henry Hoek gewonnen wurde, sowie weitere Skilangläufe über verschiedene Distanzen, Jugendwettläufe, Damenskiläufe und Sprungläufe für Schüler und Senioren.

## Skilanglauf (Meisterschaftslauf)
| Platz | Sportler       | (Land), Verein, Ort           | Zeit        |
| ----- | -------------- | ----------------------------- | ----------- |
| 1     | Bjarne Nilssen | Norwegen                      | 3:30:00,0 h |
| 2     | Emil Maier     | SC Schwarzwald, Menzenschwand | 3:35:00,0 h |
| 3     | Henry Hoek     | SC Schwarzwald, Freiburg      | 3:45:00,0 h |
| 4     | ? Dorn         | SC Schwarzwald, Freiburg      | 3:46:00,0 h |
| 5     | ? Steinweg     | Rheinland                     | 3:47:00,0 h |
| 5     | ? Wehrle       |                               | 3:50:00,0 h |
| 7     | ? Wolff        | Vogesen-Elsaß                 | 3:55:00,0 h |

Datum: 2. Februar 1900

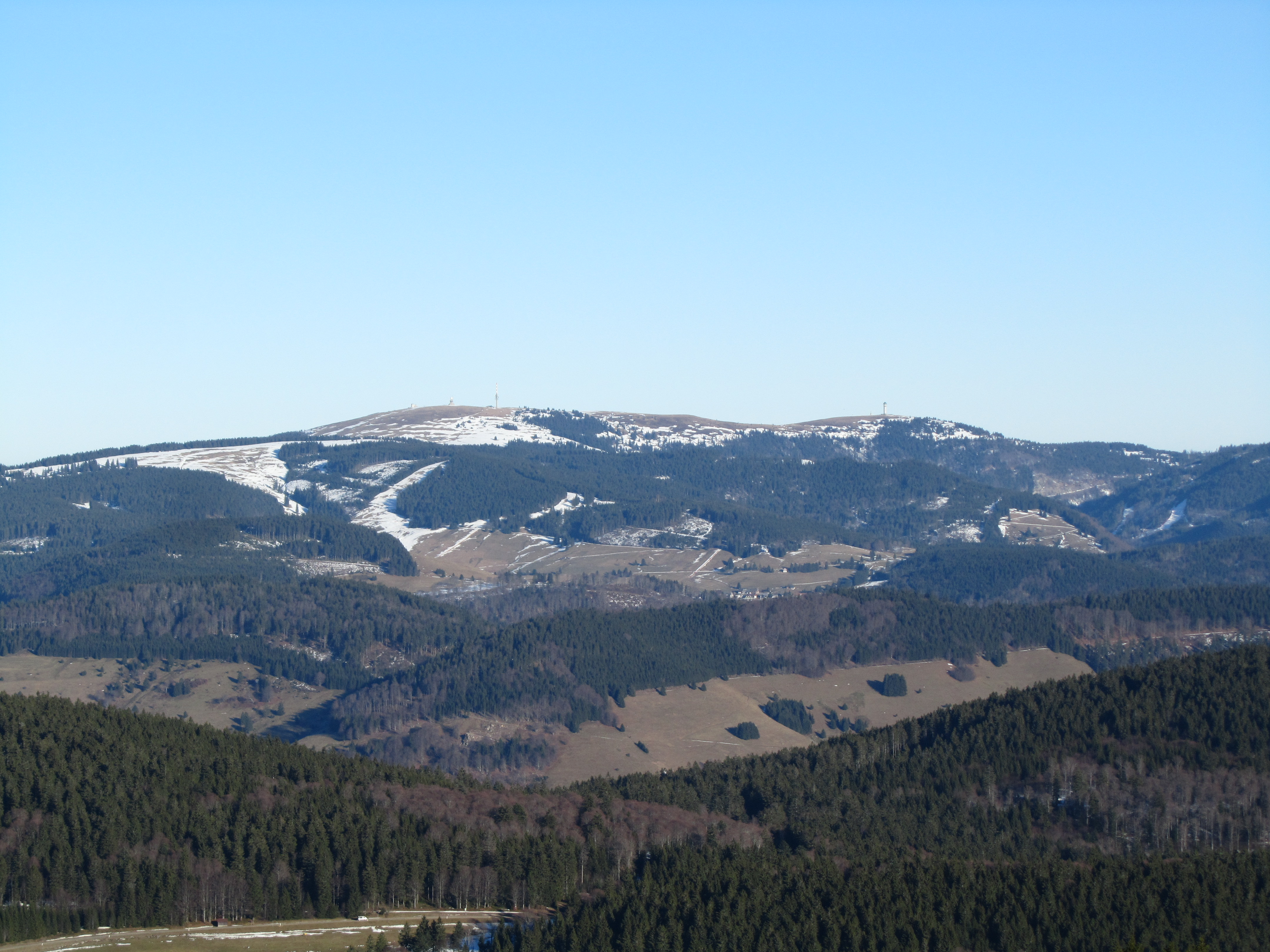
Feldberg gesehen vom Belchen; Feldberggipfel (links) und Seebuck (rechts), dazwischen das Grüble

Streckenverlauf: Belchen – Feldberg – Feldberger Hof.
Teilnehmer: Angemeldet: 12; gestartet: 7; gewertet: 7;
Am Startpunkt auf dem Belchen fanden sich sieben von zwölf gemeldeten Teilnehmern ein. Um 8:00 Uhr (MEZ) erfolgte der Startschuss für den ersten Schneeschuhwettlauf um die deutsche Meisterschaft. Die Strecke wurde von Angehörigen des elsässischen Jägerbataillons eingelaufen um den Wettbewerbsteilnehmern beste Bedingungen zu ermöglichen.
Der Lauf selbst begann bei außerordentlich günstigen Wetter- und Schneeverhältnissen mit der Abfahrt vom Gipfel des Belchen und führte über eine Länge von 23 bis 25 Kilometer über den Gipfel des Feldbergs zum Ziel beim Feldberger Hof.
Sieger und somit erster deutscher Meister im Skilanglauf wurde der aus Christiania stammende Bjarne Nilssen vor dem Einheimischen Emil Maier aus der Sektion St. Blasien des SC Schwarzwald und dem in Frankfurt am Main lebenden Freiburger Henry Hoek.

## Skispringen
| Platz | Sportler       | (Land), Verein, Ort      | Zeit   |
| ----- | -------------- | ------------------------ | ------ |
| 1     | Bjarne Nilssen | Norwegen                 | 18,0 m |
| 2     | Petersen       | Norwegen                 | ?      |
| 3     | Olsen          | Norwegen                 | ?      |
| 4     | Karl Gruber    | SC Schwarzwald, Freiburg | ?      |

Datum: 4. Februar 1900
Skisprungschanze: Feldberghügel
Das Skispringen, damals noch Sprungrennen genannt, wurde noch nicht mit einem deutschen Meistertitel bedacht, fand aber unter dem zahlreichen Publikum und der regionalen Presse die höchste Aufmerksamkeit. Gesprungen wurde auf dem sogenannten Feldberghügel, der eine Sprungwallhöhe von 1,5 Meter aufwies. Die Athleten hatten drei Sprünge zu absolvieren, von denen der weiteste in die Wertung kam. Siegreich blieben auch hier die erstmals eingeladenen Norweger, allen voran Bjarne Nilssen mit einem schönen Sprung über 18 Meter.